# Eugène Flagey
Eugène Alexandre Louis Etienne Flagey (Chimay, 26 december 1877 – Elsene, 3 december 1956) was een Belgisch liberaal volksvertegenwoordiger, senator en burgemeester.

## Levensloop
Flagey promoveerde tot doctor in de rechten (1901) aan de ULB. Hij vestigde zich als advocaat in Brussel. 
In 1903 werd hij verkozen tot gemeenteraadslid van Elsene, waar hij van 1921 tot 1935 schepen en van 1935 tot zijn dood burgemeester was.
In 1921 werd hij verkozen tot liberaal volksvertegenwoordiger voor het arrondissement Thuin, een mandaat dat hij vervulde tot in 1925. Van 1939 tot 1946 was hij vervolgens senator voor het arrondissement Brussel.
Het Flageygebouw is naar hem genoemd, evenals het Flageyplein waaraan dit gebouw ligt.

## Publicaties
- Les pensions ouvrières. Le parti libéral et les travailleurs, Brussel, 1905
- La gestion communale d'Ixelles, 1932-1938. Un beau bilan, Elsene, 1938